# Yari

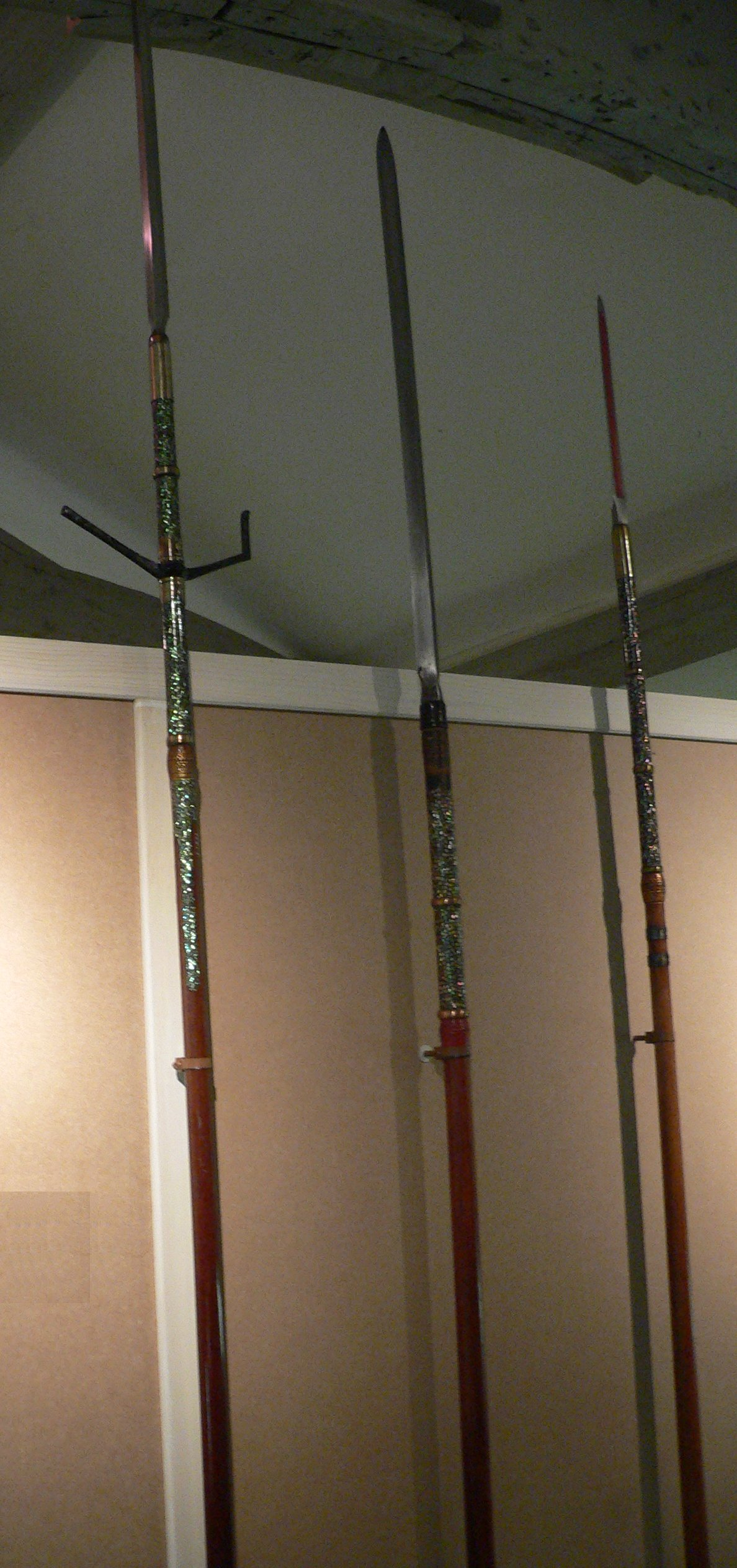
Três yari, incluindo um hafted com uma barra assimétrica.

Yari (槍) é o termo japonês para lança. Muito utilizada nos campos de batalha do Japão desde a época dos primeiros imperadores japoneses. A arte marcial que se dedica a utilização da yari chama-se sōjutsu.
Elas podem medir de um metro até seis metros, sendo as mais longas usadas por soldados da infantaria (ashigaru), enquanto samurais de cargos mais elevados usavam versões menores.
As lâminas das yari variam na forma (lamina delgada,em cruz, em forma de lua crescente, enfoiçada) e em comprimento, variando de um shaku (30.3 cm) a três shaku (90.9 cm).
Acredita-se que as yari derivaram das lanças chinesas e se desenvolveram com suas próprias características no Japão, porém mesmo sendo usadas em batalhas desde épocas remotas no Japão, acredita-se que elas vieram a se popularizar no século XIII.

## Classificação

### Su yari (素槍, lâmina simples)
São yari com laminas retas, como:
- Sankaku yari (三角槍)
- Fukuro yari (袋槍)
- Kuda yari (管槍)
- Kikuchi yari (菊地槍)
- Yajiri nari yari (鏃形槍)

### Kama yari (鎌槍, lâminas cruzadas)
São yari com lâminas cruzadas, como: 
- Magari-yari (十文字槍)
- Kamayari (鎌槍)
- Katakama (片鎌槍)
- Kagi yari (鉤槍)
- Bishamon yari (曲槍)

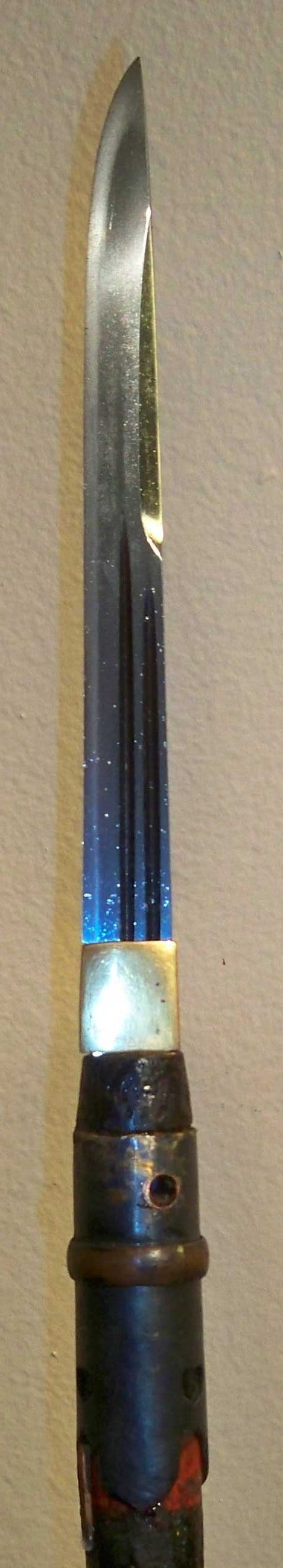
Kikuchi yari
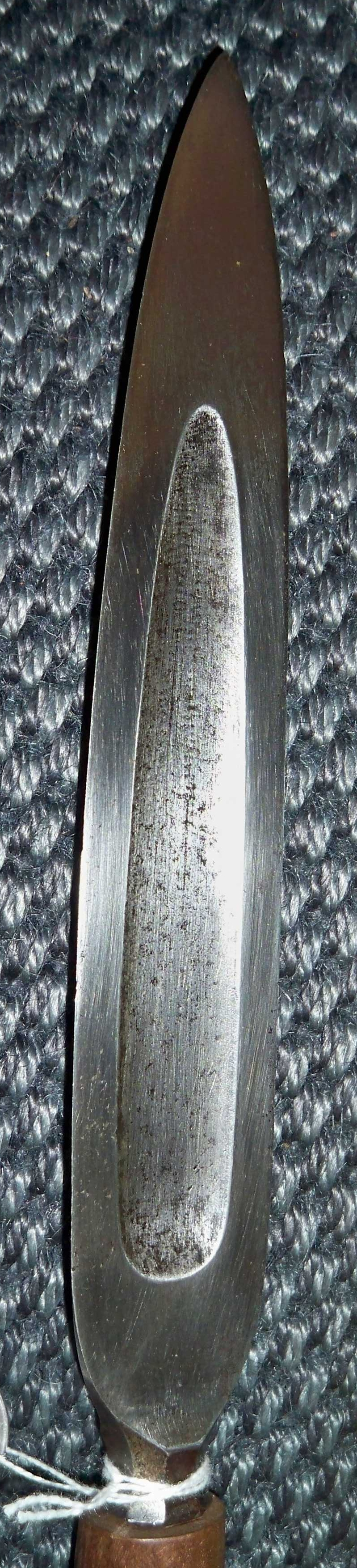
Sasaho yari.
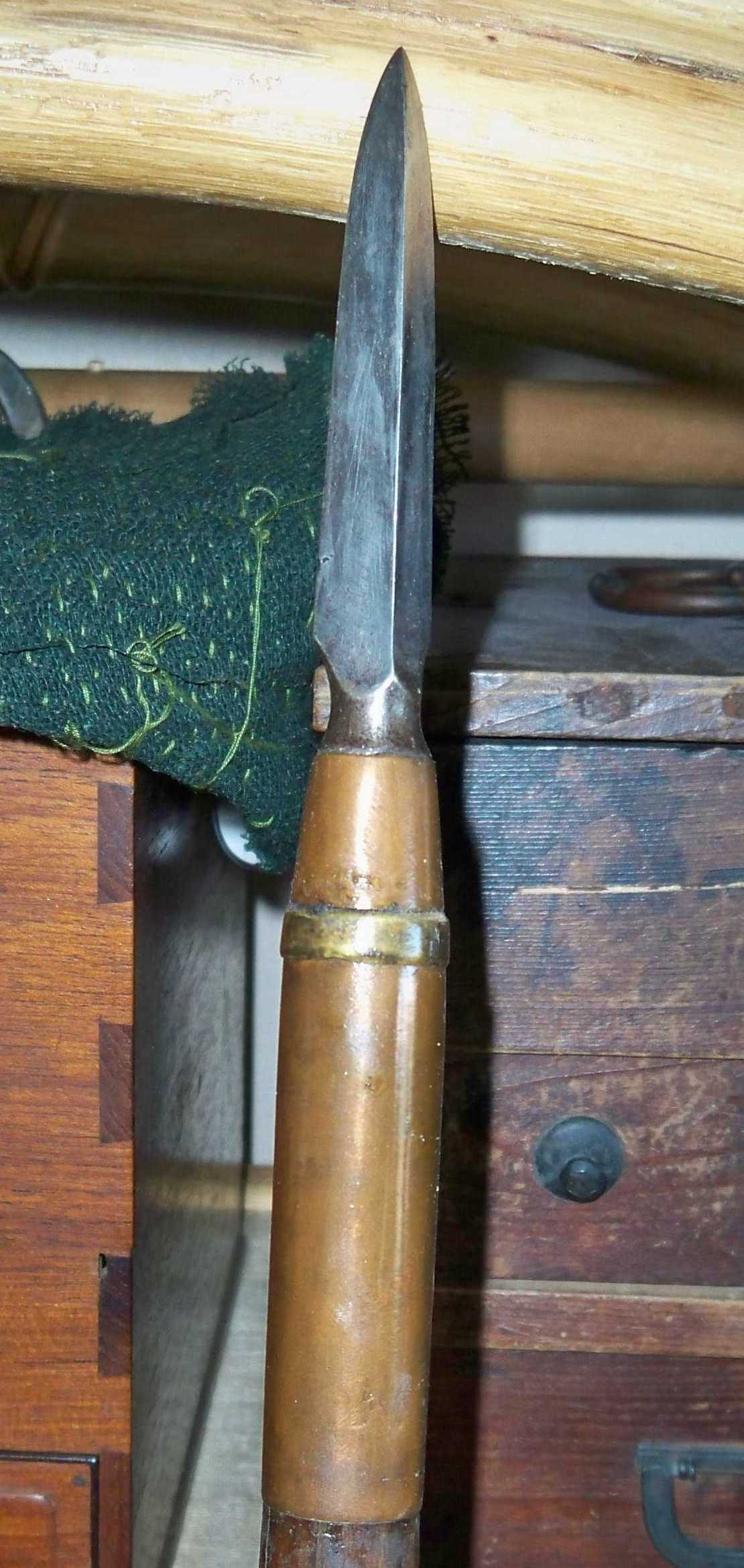
Sansaku yari.
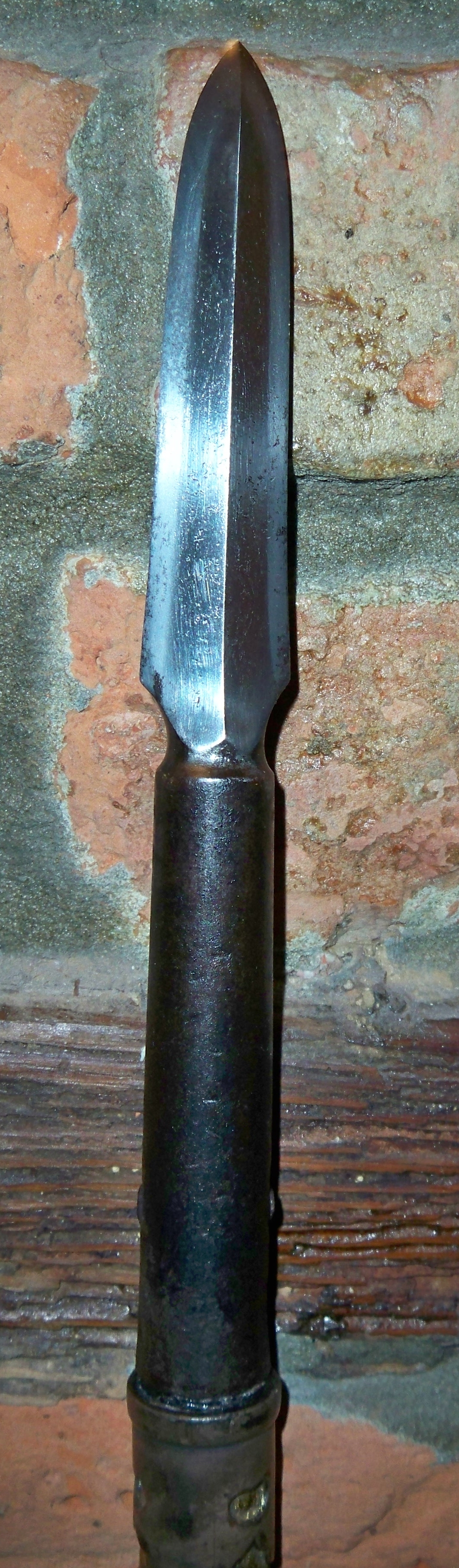
Ryo shinogi fukuro yari.

### As três grandes lanças japonesas
- Tonbogiri - Lança usada por Honda Tadakatsu, general do Shogun Tokugawa Ieyasu
- Otegine
- Nihongo